# روگن ۲۱۰۷۴
سیارک ۲۱۰۷۴ (به انگلیسی: 21074 Rugen، نامگذاری:1991RA4) بیست و یک هزار و هفتاد و چهارمین سیارک کشف شده‌است که در ۱۲ سپتامبر ۱۹۹۱ کشف شد.
قدر مطلق سیارک برابر ۱۴٫۳۰ است.